# سایکوساروس
سایکوساروس (نام علمی: Sycosaurus) یک سرده منقرض‌شده از زشت‌سیمایان روبیجین از سازند اوسیلی (گروه Songea) از تانزانیا است. اندازه متوسطش حدود ۱٫۲ متر طول داشت. نخستین بار توسط هاتون در سال ۱۹۲۴ نام‌گذاری شد و شامل دو گونه S. laticeps و S. nowaki است.

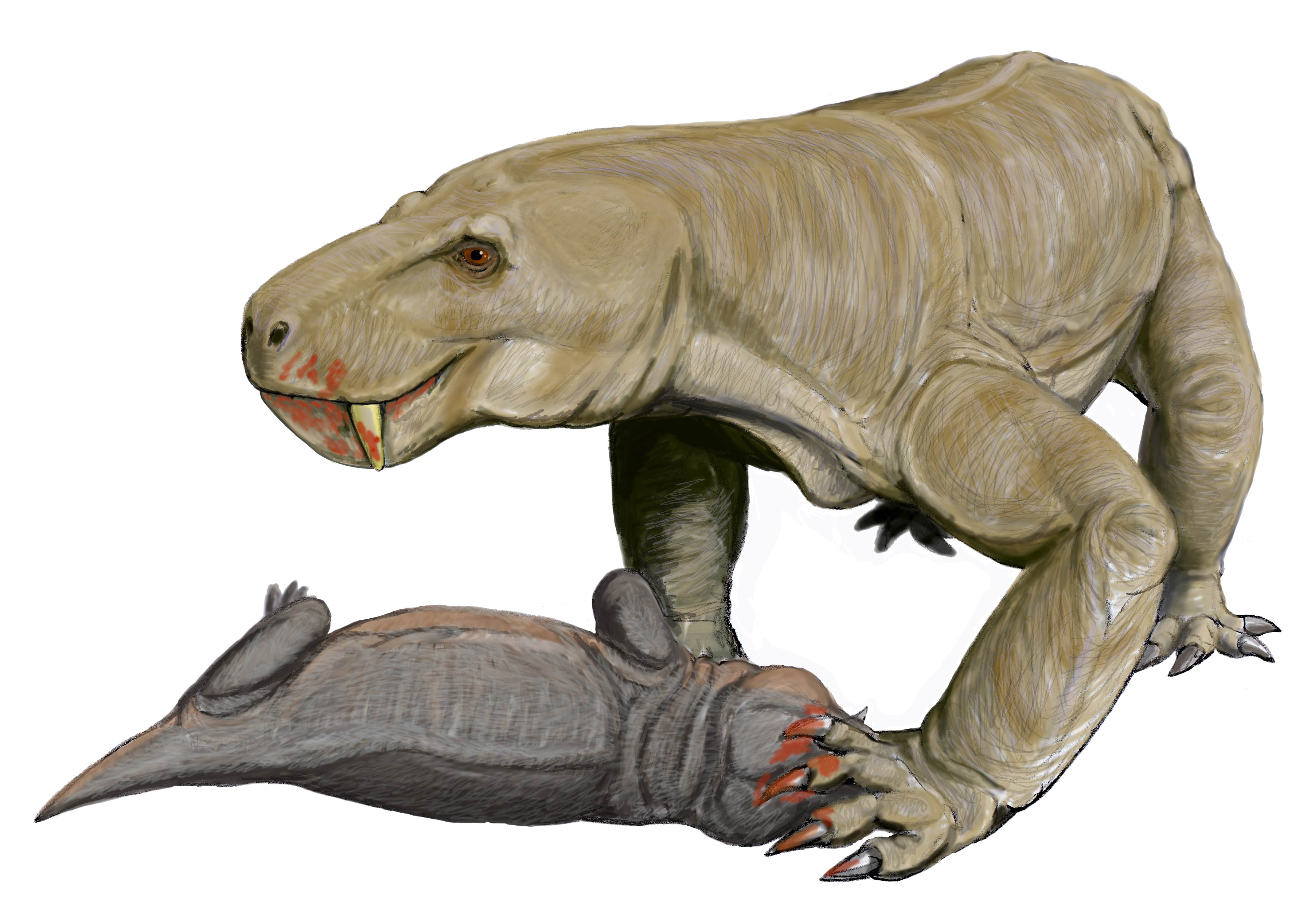
بازسازی S. laticps با طعمه

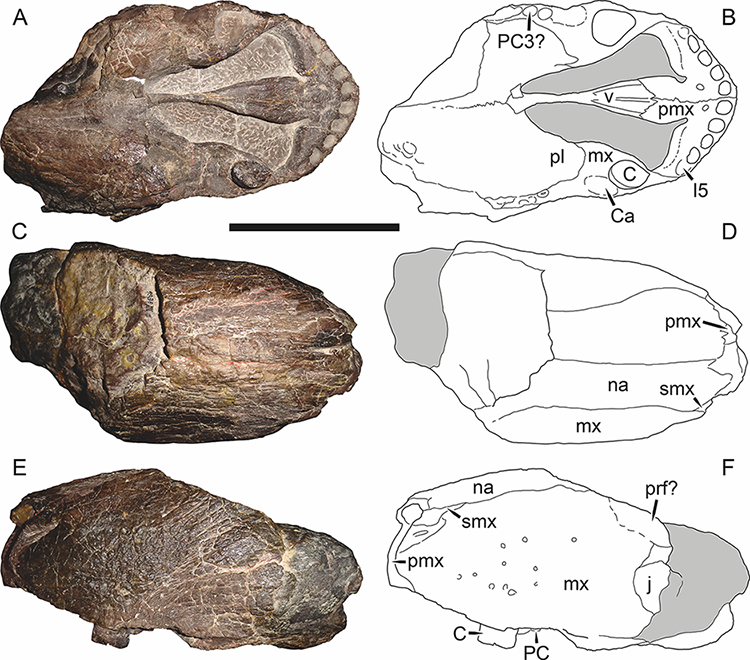
هولوتایپ S. nowaki